# 李迅 (唐朝)
李迅（8世纪—784年），唐朝皇子，是唐代宗李豫第十子。生母不详。

## 生平
生年不详，从异母兄李迥生年推断，当在750年之后。大历十年（775年），李迅被父亲唐代宗封为隋王，没有领节度使。唐德宗兴元元年（784年），隋王李迅去世。